# Sottoproletariato

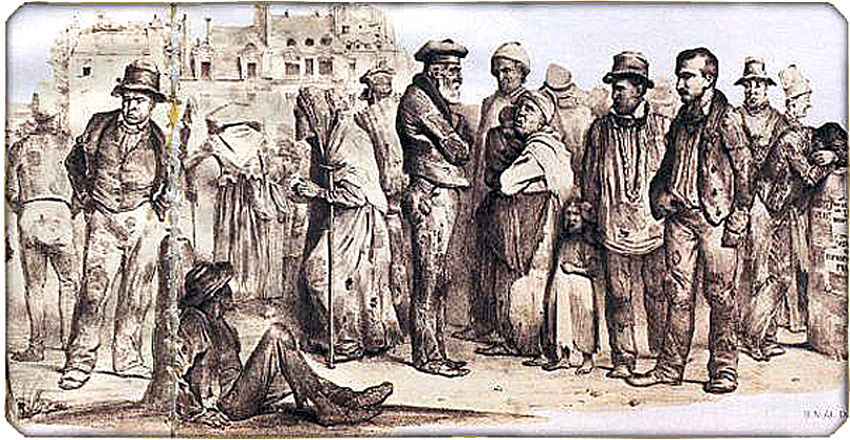
Il proletariato agricolo, litografia del 1907

Il sottoproletariato (in tedesco Lumpenproletariat, letteralmente "proletariato cencioso"), nelle società industriali strutturatesi in età moderna, è la classe sociale più economicamente e culturalmente degradata, priva di coscienza di classe e non organizzata sindacalmente, i cui componenti traggono il loro reddito da occupazioni vicine a quelle del proletariato ma occasionali o talvolta perfino sfocianti nell'illegalità.
Il termine sorge, soprattutto nell'analisi marxista, per definire una classe sociale economicamente più debole rispetto al proletariato, che, invece, può fare affidamento su un reddito relativamente più stabile e sicuro, benché basso, e può vantare una maggiore coscienza di classe nonché superiori livelli di consapevolezza e organizzazione, dovuti all'inquadramento sindacale. Spesso si fa riferimento al sottoproletariato "urbano", proprio per sottolinearne i caratteri di tipicità nei contesti cittadini e metropolitani.

## Storia
Già nell'antica Roma nacque l'esigenza di definire una classe al di sotto dei proletari, per poter portare a termine con efficacia i censimenti. Se nei secoli successivi la figura dei sottoproletari fu sempre più associata a quella dei vagabondi e dei mendicanti, nel 1848 Karl Marx li definì come ladri e delinquenti, privi di mestieri, senza scrupoli e lazzaroni.

## Caratteristiche
Gli studi sociologici riguardanti il fenomeno di stratificazione sociale che dà luogo alla formazione di sottoproletariati hanno evidenziato una serie di elementi caratterizzanti, quali l'incapacità di organizzarsi politicamente e socialmente, la mancanza o l'inattitudine a esprimere un potenziale conflittuale o rivoluzionario, l'assenza di mobilità sociale, la disorganizzazione e caoticità quotidiana, una disoccupazione cronica, l'essere possibile serbatoio di manovalanza della malavita e di bracci armati di movimenti politici violenti e criminali.

## Cause e origini
Gli studi sociologici contemporanei hanno individuato alcune cause comuni presenti nelle realtà moderne, tra le quali si annoverano uno sviluppo economico a macchia di leopardo, una disorganizzazione sociale dovuta sia a motivi economici sia a fattori politico-militari, un mercato del lavoro libero, un sempre più crescente cinismo selettivo che esclude dal mondo del lavoro, per motivi di età o per pastoie burocratiche e normative, individui ancora in grado di svolgere determinate mansioni e di assolvere a una funzione economica, un'urbanizzazione incontrollata tendente a creare nuovi ghetti. In generale, finché la società non riuscirà a garantire la piena occupazione, sarà inevitabile l'esistenza del sottoproletariato, della malavita e del seguito popolare riscosso da ideologie totalitarie.